# Nurmes
Nurmes este o comună din Finlanda.